# 雅各·舒伯特
雅各·舒伯特（德語：Jakob Schubert，1990年12月31日—）是一名奧地利男子運動攀登運動員。他曾經獲得三座世界攀岩錦標賽冠軍。他於2003年開始從事攀登運動。2004年，他參加了歐洲青年盃和和世界青年錦標賽。

## 外部連結
- IFSC （页面存档备份，存于） （英文）
- 雅各·舒伯特的Facebook專頁
- 雅各·舒伯特的X（前Twitter）
- 雅各·舒伯特的Instagram帳戶
- YouTube上的雅各·舒伯特頻道